# Henry Alleyne Nicholson

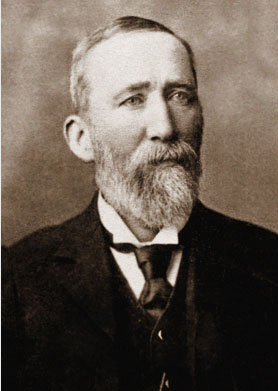
Henry Alleyne Nicholson

Henry Alleyne Nicholson (* 11. September 1844 in Penrith (Cumbria); † 19. Januar 1899 in Aberdeen) war ein britischer Zoologe und Paläontologe.

## Leben
Nicholson, der Sohn des Theologen John Nicholson, studierte an der Universität Göttingen, an der er bei Wilhelm Moritz Keferstein in Zoologie promoviert wurde (Dr. phil.), und an der University of Edinburgh, an der er 1866 seinen Bachelor-Abschluss erhielt, 1867 nochmals in Geologie promovierte (D. Sc.). Seine Dissertation war über die Geologie von Cumberland und Westmorland, seiner Heimatregion, für die er die Goldmedaille der Universität erhielt. Im gleichen Jahr erhielt er seinen Bachelor-Abschluss in Medizin und einen Master-Abschluss in Chirurgie und 1869 promovierte er in Medizin (M.D.). Danach lehrte er Naturgeschichte an einer Mediziner-Akademie in Edinburgh. 1871 wurde er Professor für Naturgeschichte an der Universität Toronto, 1874 Biologieprofessor am Durham College, 1875 Professor für Naturgeschichte an der University of St. Andrews und 1882 Regius Professor of Natural History an der University of Aberdeen.
Neben Lehrbüchern der Zoologie und Paläontologie schrieb er ein populärwissenschaftliches Buch über Paläontologie. Als Paläontologe befasste er sich insbesondere mit Graptolithen, Stromatolithen und Korallen und forschte viel im Lake District (mit Robert Harkness, John Edward Marr).
1888 erhielt er die Lyell Medal, und 1867 wurde er Fellow der Geological Society of London. 1870 wurde er Fellow der Royal Society of Edinburgh und 1897 der Royal Society of London, er war Fellow der Linnean Society.

## Schriften
- Introduction to the study of Biology. Blackwood, Edinburgh / London 1872; archive.org
- Text-Book of Geology. Appleton, 1872; archive.org
- Ancient Life-History of the Earth. Blackwood, Edinburgh / London 1877, Project Gutenberg, archive.org
- A Manual of Zoology. Blackwood, Edinburgh / London 1870; archive.org (viele Auflagen)
- A Manual of Palaeontology. Blackwood, Edinburgh / London 1872; archive.org
- Synopsis of the classification of the animal kingdom. Blackwood, 1882; archive.org
- mit Robert Etheridge junior: Monograph of the Silurian Fossils of the Girvan District in Ayrshire. 1878 bis 1880
- Monograph of the British Stromatoporoids. Palaeontographical Society, 1886 bis 1892; archive.org